# Хусбю (станція метро)
59°24′29″ пн. ш. 17°55′43″ сх. д. / 59.40818° пн. ш. 17.92866° сх. д.
«Хусбю» (швед. Husby) — станція Стокгольмського метрополітену. 
Розташована на синій лінії, обслуговується потягами маршруту Т11, між станціями Акалла  та Шиста,
Відстань від станції Кунгстредгорден — 14.2 км.
Введено в експлуатацію 5 червня 1977 року. 
 
Пасажирообіг станції в будень —	6 800  осіб (2019)

Розташована у мікрорайоні Хусбю, Вестерорт, Стокгольм. 
Конструкція: односклепінна станція тбіліського типу, з однією прямою острівною платформою 
Оздоблення: станції у жовтих тонах, з березовими мотивами та зображеннями кораблів.

## Операції
| Попередня станція | Лінія | Лінія     | Лінія | Наступна станція         |
| ----------------- | ----- | --------- | ----- | ------------------------ |
| Акалла кінцева    |       | Лінія T11 |       | Шиста до Кунгстредгорден |